# Tadeusz Matysiak
Tadeusz Matysiak (ur. 1920 w Warszawie, zm. ?) – polski dyplomata, ambasador w Algierii (1962–1966) i Gwinei (1970–1973).

## Życiorys
Tadeusz Matysiak pochodził z rodziny robotniczej. Podczas II wojny światowej został deportowany na przymusowe roboty do Niemiec. W 1946 rozpoczął pracę w Ministerstwie Spraw Zagranicznych (MSZ). Pracował jako attaché w Ambasadzie w Paryżu, II sekretarz w Tiranie, I sekretarz w Budapeszcie oraz Bukareszcie. W latach 1962–1966 pełnił funkcję ambasadora w Algierii. Następnie zastępca dyrektora departamentu w MSZ. W latach 1970–1973 był ambasadorem w Gwinei, akredytowanym także w Mali i Senegalu.
Syn Michała. W 1955 został odznaczony Medalem 10-lecia Polski Ludowej.